# 121丁目駅 (BMTジャマイカ線)
121丁目駅（121ちょうめえき、英語: 121st Street）はクイーンズ区リッチモンド・ヒルの121丁目とジャマイカ・アベニュー交差点にあるニューヨーク市地下鉄BMTジャマイカ線の駅である。Z系統が朝ラッシュ時混雑方向に、その他時間帯はJ系統が停車する。ラッシュ時混雑方向のJ系統は通過する。

## 駅構造
| P ホーム階 | 相対式ホーム、右側のドアが開く | 相対式ホーム、右側のドアが開く |
| P ホーム階 | 南行緩行線                     | ← 朝ラッシュ：通過 ← ラッシュ時以外：ブロード・ストリート駅行き（111丁目駅） ← 朝ラッシュ：ブロード・ストリート駅行き（104丁目駅） |
| P ホーム階 | 中央線                         | → 未敷設 |
| P ホーム階 | 北行緩行線                     | → 夕ラッシュ：通過 → → ラッシュ時以外：ジャマイカ・センター-パーソンズ/アーチャー駅行き（サットフィン・ブールバード-アーチャー・アベニュー-JFKエアポート駅）→ 夕ラッシュ：ジャマイカ・センター-パーソンズ/アーチャー駅行き（サットフィン・ブールバード-アーチャー・アベニュー-JFKエアポート駅）→ |
| P ホーム階 | 相対式ホーム、右側のドアが開く | |
| M          | 改札階                         | 改札口、駅員詰所、メトロカード自動券売機 |
| G          | 地上階                         | 出入口 |

駅は1918年7月3日に開業した、相対式ホーム2面2線の構造を持つ高架駅である。中央に急行線を設置できるスペースがあるが、急行線はない。
現在、当駅はBMTジャマイカ線の東端駅となっている。当駅より東の168丁目駅までの区間が廃止された1985年4月15日から、アーチャー・アベニュー線が開業した1988年12月10日までは終着駅だった。この間はQ49バスが走っていた。駅北側の両渡り線はこの名残であり、この間は駅北側の複線を引き上げ線として使用していた。
2017年2月6日にマンハッタン区方面ホームが閉鎖され、営業再開は同年夏を見込んでいたが12月22日まで延期された。その後、翌2018年2月12日より、ジャマイカ・センター駅方面ホームは改装のため閉鎖された。営業再開は当初は同年夏を見込んでいたがこちらも秋まで延期され、最終的には11月14日に営業を再開した。

### 出口
出口は2か所あるが終日開いている改札口は駅の西端1か所のみである。改札口の外には詰所があり、121丁目とジャマイカ・アベニュー交差点の北西、南西に向かう階段が1つずつある。
東端には無人改札口がある。こちらは北行ホーム側は出口しかなく、また南北ホーム間はこの改札では移動ができない。階段は123丁目とジャマイカ・アベニュー西交差点側に通じている。